# James McDevitt Magee

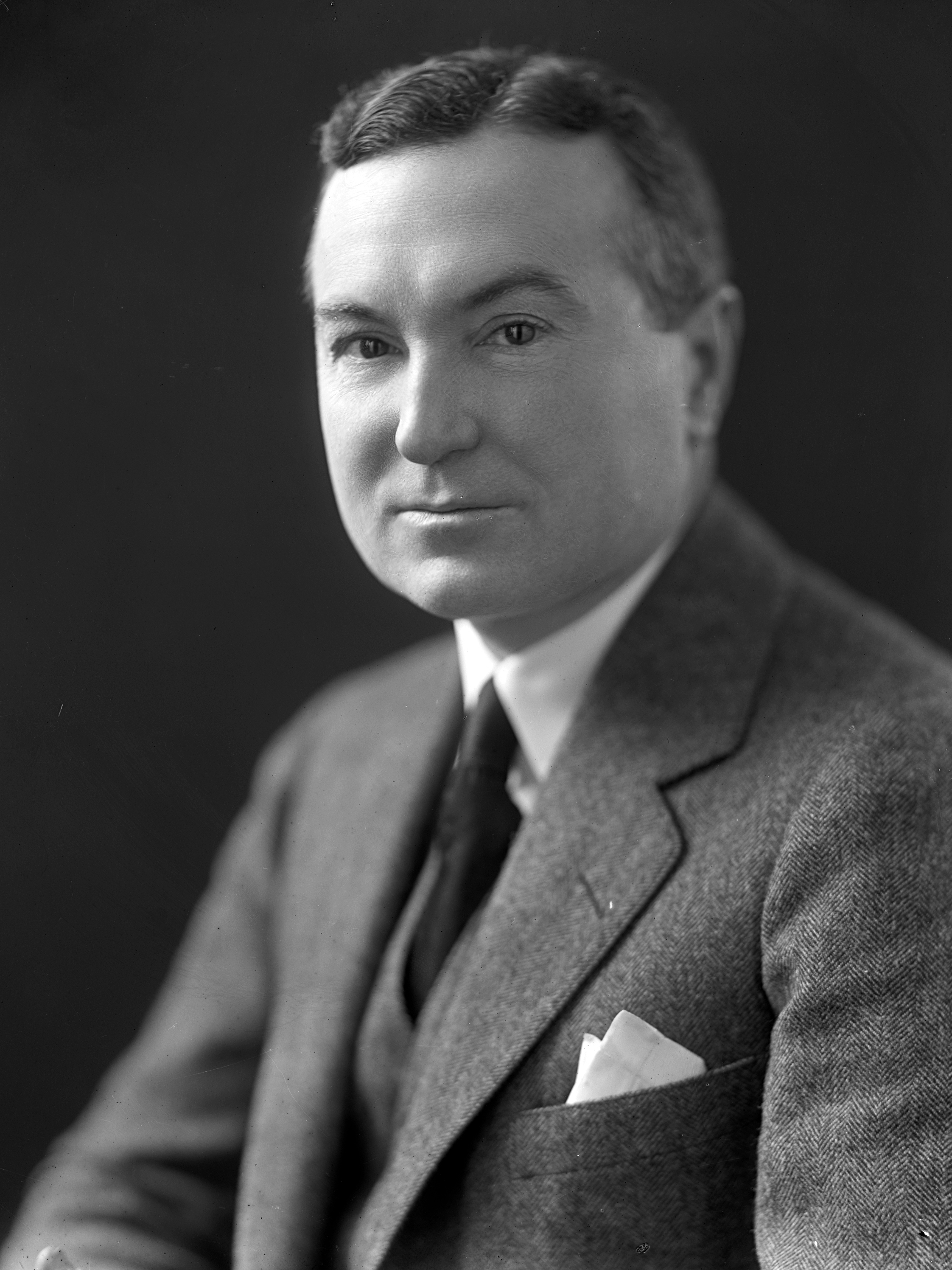
James McDevitt Magee

James McDevitt Magee (* 5. April 1877 bei Pittsburgh, Pennsylvania; † 16. April 1949 ebenda) war ein US-amerikanischer Politiker. Zwischen 1923 und 1927 vertrat er den Bundesstaat Pennsylvania im US-Repräsentantenhaus.

## Werdegang
James Magee besuchte die öffentlichen Schulen seiner Heimat und studierte danach bis 1899 an der Yale University. Nach einem anschließenden Jurastudium an der University of Pennsylvania in Philadelphia und seiner 1903 erfolgten Zulassung als Rechtsanwalt begann er in Pittsburgh in diesem Beruf zu arbeiten. Während des Ersten Weltkrieges diente er im Fliegerkorps der US Army. Dabei stieg er bis zum Hauptmann auf. Später war er Oberstleutnant des United States Army Air Service. Politisch schloss er sich der Republikanischen Partei an.
Bei den Kongresswahlen des Jahres 1922 wurde Magee im neu eingerichteten 35. Wahlbezirk von Pennsylvania in das US-Repräsentantenhaus in Washington, D.C. gewählt, wo er am 4. März 1923 sein Mandat antrat. Nach einer Wiederwahl konnte er bis zum 3. März 1927 zwei Legislaturperioden im Kongress absolvieren. Im Jahr 1926 wurde er von seiner Partei nicht mehr zur Wiederwahl nominiert. Nach seiner Zeit im US-Repräsentantenhaus praktizierte Magee wieder als Anwalt. Zwischen 1931 und 1935 leitete er die Sicherheitskommission seines Staates (Pennsylvania Securities Commission). Er starb am 16. April 1949 in Pittsburgh, wo er auch beigesetzt wurde.